# «Ekbletomys hypenemus»
«Ekbletomys hypenemus» és un rosegador orizomini extint de les illes d'Antigua i Barbuda, a les Petites Antilles. Fou descrit com a única espècie d'«Ekbletomys», un subgènere d'Oryzomys, en una tesi doctoral publicada el 1962, però aquest nom ha esdevingut no disponible d'acord amb el Codi Internacional de Nomenclatura Zoològica i, per tant, aquesta espècie encara no ha rebut formalment un nom. Se'l coneix provisionalment com a «Ekbletomys hypenemus» mentre no n'hi hagi un nom formalment disponible. Es considera que l'espècie està extinta, però la seva associació amb rates introduïdes indica que sobrevisqué fins al segle xvi a Antigua.
És conegut a partir d'una abundància d'elements ossis que el situen com l'orizomini més gros conegut, juntament amb Megalomys desmarestii, un altre endemisme de les Antilles. Els seus caràcters morfològics indiquen que no forma part del gènere Megalomys, que conté alguns altres orizominis de les Antilles i sorgí d'un episodi diferent de colonització de les illes pels orizominis. La seva descripció original el classificà prop d'una espècie que actualment s'assigna a Nephelomys, però des d'aleshores no se n'han tornat a estudiar les relacions.

## Taxonomia
Les primeres restes d'«Ekbletomys» foren descobertes a Barbuda a l'estiu del 1958, seguides per noves troballes a Antigua tres anys més tard. En la seva tesi doctoral de la Universitat Harvard, presentada el 1962, el paleontòleg Clayton E. Ray les descrigué com una nova espècie, Oryzomys hypenemus, que li semblà prou diferent per merèixer el seu propi subgènere, Ekbletomys. El nom específic hypenemus deriva de ύπηνεμος (hípenemos), que significa ‘sotavent’ en grec antic, i es refereix a la distribució de l'espècie a les Illes de Sotavent. El nom subgenèric Ekbletomys, d'altra banda, és una combinació de les paraules gregues ἔκβλητος (ekbletos) i μυς (mys), que signifiquen ‘tirat per la borda’ i ‘ratolí’, respectivament, en referència al mètode més probable pel qual «Ekbletomys» hauria arribat a les illes. Com que la tesi de Ray no constituïa una «obra publicada» segons el Codi Internacional de Nomenclatura Zoològica, els noms proposats per Ray es consideren no disponibles i, per tant, no es poden utilitzar en la nomenclatura zoològica formal. Des d'aleshores, aquest nom ha aparegut molt poc a la bibliografia sobre els orizominis de les Antilles i, com que no se n'ha publicat una descripció formal, l'animal encara ha de rebre un nom formal.
Diversos estudis posteriors han tractat sobre orizominis grossos d'Antigua i Barbuda sense referir explícitament el seu material a l'«Oryzomys hypenemus» de Ray. S'ha trobat nou material a Indian Creek i Burma's Quarry (Antigua), així com a Indiantown Trail i Sufferers (Barbuda). Aquests estudis referiren el material d'Antigua i Barbuda a una «espècie no descrita B», que també és coneguda a partir de restes arqueològiques trobades a Guadalupe, Montserrat i Marie-Galante. A banda d'aquesta espècie de grans dimensions, a Antigua també podria haver-hi hagut orizominis més petits; en el passat també hi hagué dues espècies d'orizominis a Barbuda.

## Descripció
«Ekbletomys» és conegut a partir d'un gran nombre d'ossos trobats a Barbuda, incloent-hi més d'un centenar de fèmurs i tibioperonés (ossos de les potes posteriors), així com quatre fragments cranials importants (un dels quals fou escollit com a holotip per Ray) i altres restes. El material provinent d'Antigua encara no s'havia acabat de processar quan Ray escrigué la seva tesi, de manera que es basà en gran part en els espècimens de Barbuda.
El material de Barbuda, especialment els cranis, presenta una sèrie de caràcters prou distintius per un orizomini perquè Ray el classifiqués en un subgènere i una espècie a part. La part frontal del crani és curta i ampla. La regió interorbitària del crani és més estreta que en cap altre orizomini. Les arrels escatoses dels arcs zigomàtics són perpendiculars a l'eix principal del crani. Els forats incisius són curtíssims. Les molars són grosses. El paladar és curt i amb prou feines passa de la tercera molar. L'anterocon de la primera molar superior queda dividit per un flexus anteromedià pronunciat. La llargada del crani holotip només és superada per un sol espècimen de Megalomys desmarestii, fet que situa «Ekbletomys» entre les espècies d'orizominis més grosses conegudes.
| Mesura                                        | UF 2816    | UF 2815 | UF 2814 I | UF 2951 E |
| --------------------------------------------- | ---------- | ------- | --------- | --------- |
| Major dimensió cranial (sense nasals)         | 60,4       | –       | –         | –         |
| Llargada del diastema                         | 18,3       | 17,3    | –         | –         |
| Llargada del forat incisiu                    | 6,5        | 5,9     | –         | –         |
| Amplada del paladar entre les primeres molars | 6,2        | 5,5     | –         | –         |
| Amplada interorbitària mínima                 | 7,1        | 8,3     | 8,1       | 8,3       |
| Llargada coronària de les molars superiors    | 10,3, 10,2 | 10,4, – | –         | –, 10,2   |

Com que «Ekbletomys» i M. audreyae provenen de la mateixa illa, podria semblar lògic que fossin parents propers, però en realitat són tan diferents que Ray digué que era «inimaginable» que hi hagués una relació especial entre Megalomys i «Ekbletomys». M. audreyae, que és conegut únicament a partir d'una incisiva superior i un maxil·lar inferior sense la primera molar, es troba fora de l'interval de variació d'«Ekbletomys» per a totes les mesures que s'han pogut comparar. A més a més, se'n diferencia en la forma dels plecs de les molars, més amples que en «Ekbletomys», i la forma més allargada de la tercera molar inferior.
Es disposa d'una major quantitat de material de M. desmarestii i M. luciae, dues espècies de Megalomys que se sap que sobrevisqueren fins a temps històricament recents. M. desmarestii és aproximadament igual de gros que «Ekbletomys», mentre que M. luciae és una mica més petit. A diferència d'«Ekbletomys», aquestes dues espècies tenen la regió orbitària molt ampla. A més a més, «Ekbletomys» té una amplada zigomàtica del crani relativament gran, mentre que les espècies de Megalomys, proporcionalment, es troben a la part baixa de l'interval de variació dels orizominis. «Ekbletomys» té l'apòfisi hamular de l'os escatós molt més llarga i prima. Megalomys també té el forat incisiu relativament curt, però ni de bon tros tan curt com «Ekbletomys». Tot i que la mida global del crani és més o menys igual en ambdós tàxons, Megalomys té les molars més petites i les incisives més grosses que «Ekbletomys», fet que reflecteix la presència de molars relativament grosses i incisives primes en «Ekbletomys» i el contrari en Megalomys.
Ray considerava que el parent més proper d'«Ekbletomys» era Oryzomys albigularis, una espècie que en aquell temps englobava pràcticament tots els animals actualment classificats al gènere Nephelomys. Els dos tenen un crani robust, amb els forats incisius curts, el neurocrani ample, la regió interorbitària similar, les crestes supraorbitàries properes i situades cap al centre del crani, i la presència d'un flexus anteromedià a la primera molar superior. Ray suggerí que «Ekbletomys» havia evolucionat d'un avantpassat continental semblant a Nephelomys.

## Hàbitat i distribució
«Ekbletomys hypenemus» és conegut a partir de material trobat a dues petites coves calcàries a la Badia de Two Foot, a la part oriental de l'illa de Barbuda (Antigua i Barbuda), així com la localitat de Mill Reef, a l'extrem oriental d'Antigua. Les restes de Mill Reef encara no s'han descrit detalladament. El material d'«Ekbletomys hypenemus» descobert a les illes de Barbuda es trobava en sediments vermells a grocs no consolidats del sòl de la cova, parcialment coberts per un sediment més fosc amb restes de rates introduïdes. La presència de les rates indica que els sediments foren dipositats després de l'arribada dels europeus cap a l'any 1500. Aquests sediments, que probablement es componen d'egagròpiles de mussol de lloriguera (Athene cunicularia), també contenien la granota Eleutherodactylus johnstonei, les sargantanes Thecadactylus rapicauda, Pholidoscelis griswoldi i Anolis leachii, els ocells Puffinus lherminieri, Zenaida aurita, Columbina passerina, Tiaris bicolor i un fringíl·lid indeterminat; així com els ratpenats Mormoops blainvillei, Brachyphylla cavernarum, Natalus stramineus, Tadarida brasiliensis i Molossus molossus. Els dipòsits que contenien «Ekbletomys» daten molt probablement del Quaternari molt recent, però són precolombins, mentre que l'antiguitat del material d'Antigua oscil·la entre el 2500 aC i el període postcolombí.
«Ekbletomys» només hauria pogut colonitzar Antigua i Barbuda mitjançant dispersió oceànica, probablement per rafting (en rais de vegetació). A Ray li semblava improbable que l'avantpassat de l'animal hagués arribat a les illes per dispersió oceànica repetida (island hopping) des del continent sud-amèrica, passant per les Petites Antilles fins a arribar a Barbuda. Fins i tot durant el Plistocè, quan el nivell del mar era més baix, «Ekbletomys» hauria hagut de superar set barreres aquàtiques, una sèrie de viatges «no menys portentosos que els de Simbad». Com a alternativa, suggerí que l'animal hauria arribat a les illes directament en un rai provinent del continent sud-americà, probablement des d'un dels grans rius de Sud-amèrica.